# 黒岩元希
黒岩 元希（くろいわ げんき、男性、1981年6月30日 - ）は、『FIRE WORKSバスケットボールアカデミー』主宰者、指導者、プロバスケットボール選手である。埼玉県志木市出身。ポジションはガード。身長172cm、体重70kg。

## 略歴・人物
- 埼玉栄高校から國學院大學を経て、教師の傍ら[1]静岡ジムラッツ、茨城ロングホーン、その後bjリーグの埼玉ブロンコスでプレーした。
- 埼玉ブロンコスとは2011年に練習生として入団した[2]後、10月に選手契約[3]をした。背番号「16」は、相談を受けた母親が寝ぼけて答えた数字とのこと[4]。
- プロバスケットボール選手として活躍する傍ら、元教師ということもあってか、地元埼玉県の子供たちに熱心なバスケットボール指導をするシーンが地方公共団体のサイト等にて紹介されていた[5][6]。埼玉ブロンコス元ヘッドコーチ（2013-14シーズン）の石橋貴俊も、公式ブログにて「埼玉県では、たくさんの子供たちが彼から学んでいる」と記した。
- 2013-14シーズン終了後に現役引退を発表[7]。『FIRE WORKSバスケットボールアカデミー』[8]を立ち上げ、本格的にバスケットボール指導者に転向。

## 経歴
- 志木バーズ - 志木市立志木第二中学校 - 埼玉栄高校 - 國學院大學 - 静岡ジムラッツ - 茨城ロングホーン - 埼玉ブロンコス（2011-2014）